# أوجين بيرغر
أوجين بيرغر (بالفرنسية: Eugène Berger)‏ هو أستاذ مدرسة ومتسلق الجبال وسياسي لوكسمبورغي، ولد في 4 ديسمبر 1960 في لوكسمبورغ. حزبياً، نشط في الحزب الديمقراطي (لوكسمبورغ).

## مناصب
- انتخب نائب (13 نوفمبر 2013 – ).
- انتخب نائب (7 أغسطس 2009 – 10 يونيو 2013).
- انتخب نائب (20 ديسمبر 2007 – 6 يوليو 2009).
- انتخب نائب (18 يوليو 1994 – 6 أغسطس 1999).